# Santuari de la Consolació

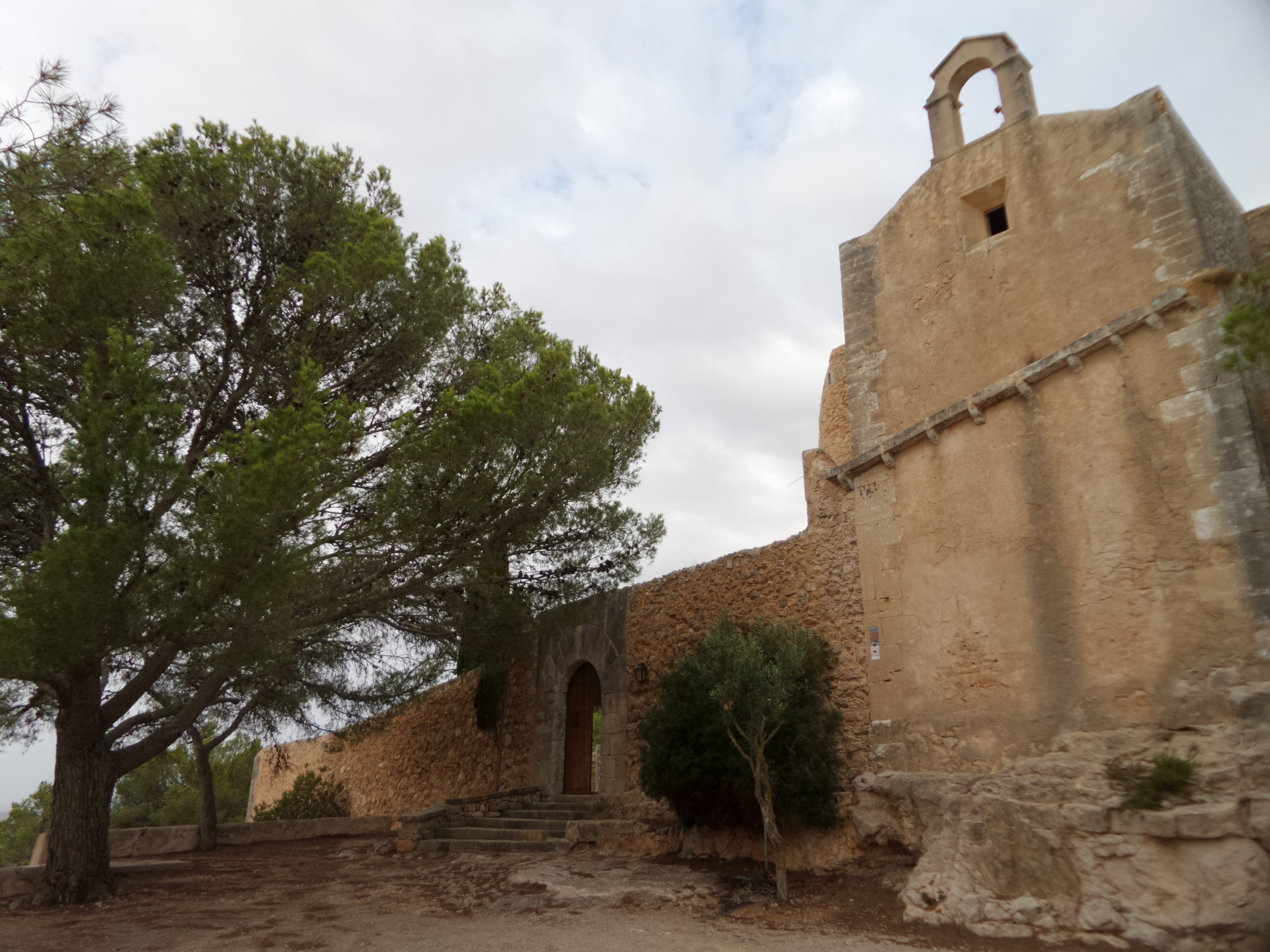
Santuari de la Consolació

Das Santuari de la Consolació ist eine  Wallfahrtskirche und ehemalige Einsiedelei im Gebiet der Gemeinde Santanyí im Südosten der Mittelmeerinsel Mallorca.
Das Santuario de la Consolació befindet sich auf dem Puig de Consolació in 199 Meter Höhe, etwa 5,5 Kilometer nordöstlich von Santanyí und etwa 2,5 Kilometer nordwestlich von s’Alqueria Blanca. Der Hügel ist von Pinien, Kiefern, Oleander, Ginster und Agaven bewachsen.

## Geschichte und Architektur
Das genaue Datum der Errichtung ist nicht bekannt. 1523 wurde die kleine Kirche erstmals urkundlich erwähnt. Einzelne Bauteile lassen sich in diese Zeit ordnen. 
Das Äußere des Wallfahrtsorts gleicht einer Befestigungsanlage. Der ummauerte Komplex, zu dem eine zweiläufige Steintreppe hinaufführt, besteht aus der eigentlichen Kirche und mehreren Nebengebäuden, die sich um einen Innenhof mit einem Ziehbrunnen gruppieren. Die schlichte Westseite der Kirche ist in die Ummauerung integriert. Sie wird von einer kleinen Ädikula für die Kirchenglocke  bekrönt. 

### Die Kirche
Die Kirche selbst ist ein schlichter, eingewölbter Saal mit einem Chorabschluss aus Bruchsteinmauerwerk. Der Saal und das Gewölbe sind hell verputzt. 
In der Apsis der Kirche befindet sich eine Rundbogennische mit der Statue der Hl. Scholastika, Schwester des Hl. Benedikt aus dem 18. Jahrhundert, die hier als Mare de Déu de la Consolació (Mutter Gottes, die Trost spendet) verehrt wird. Der Dia del santuari del Puig de Consolació (Tag der Kapelle am Puig de Consolació) wird am ersten Sonntag im März gefeiert.

## Ansichten

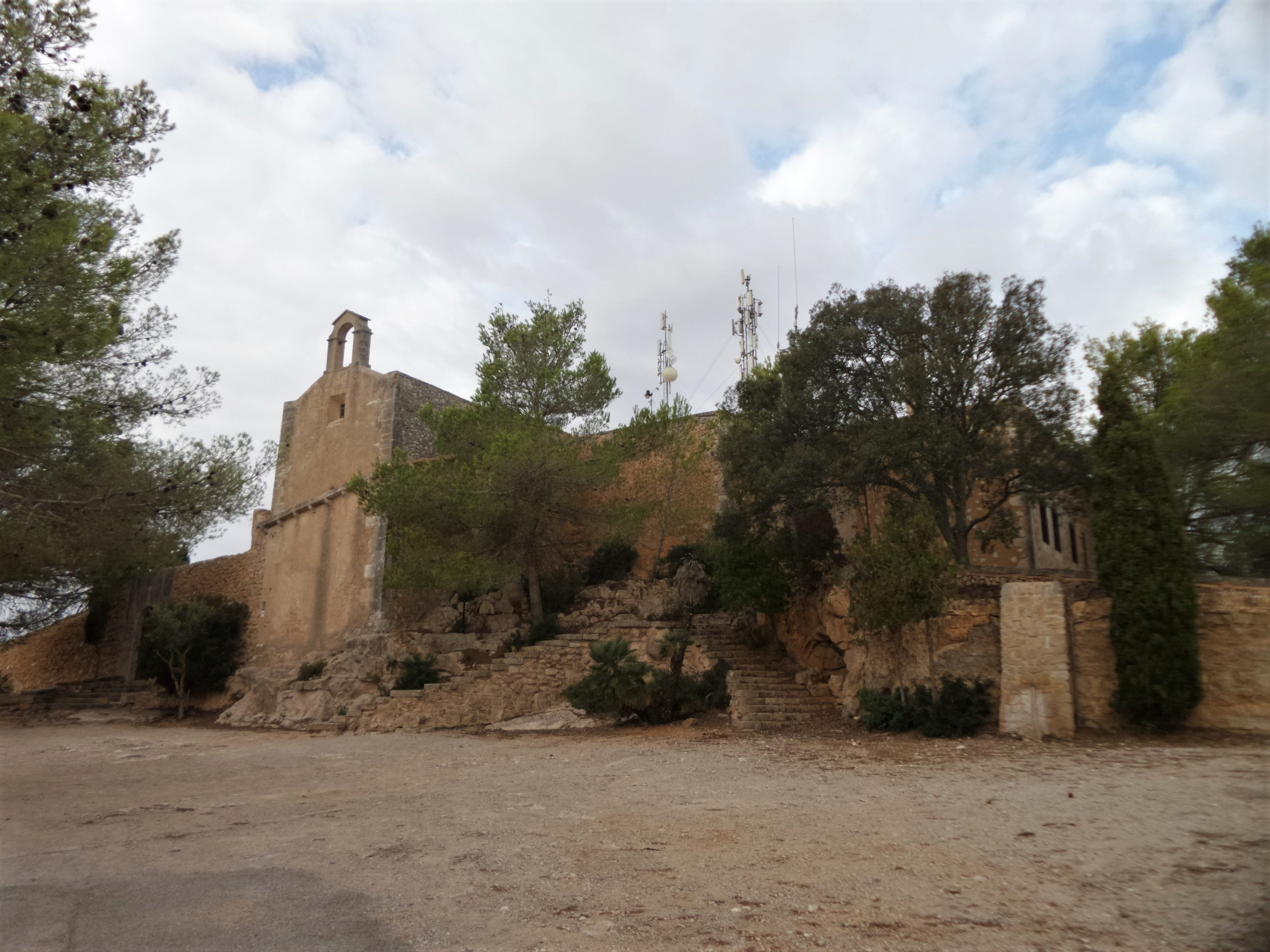
Außenansicht
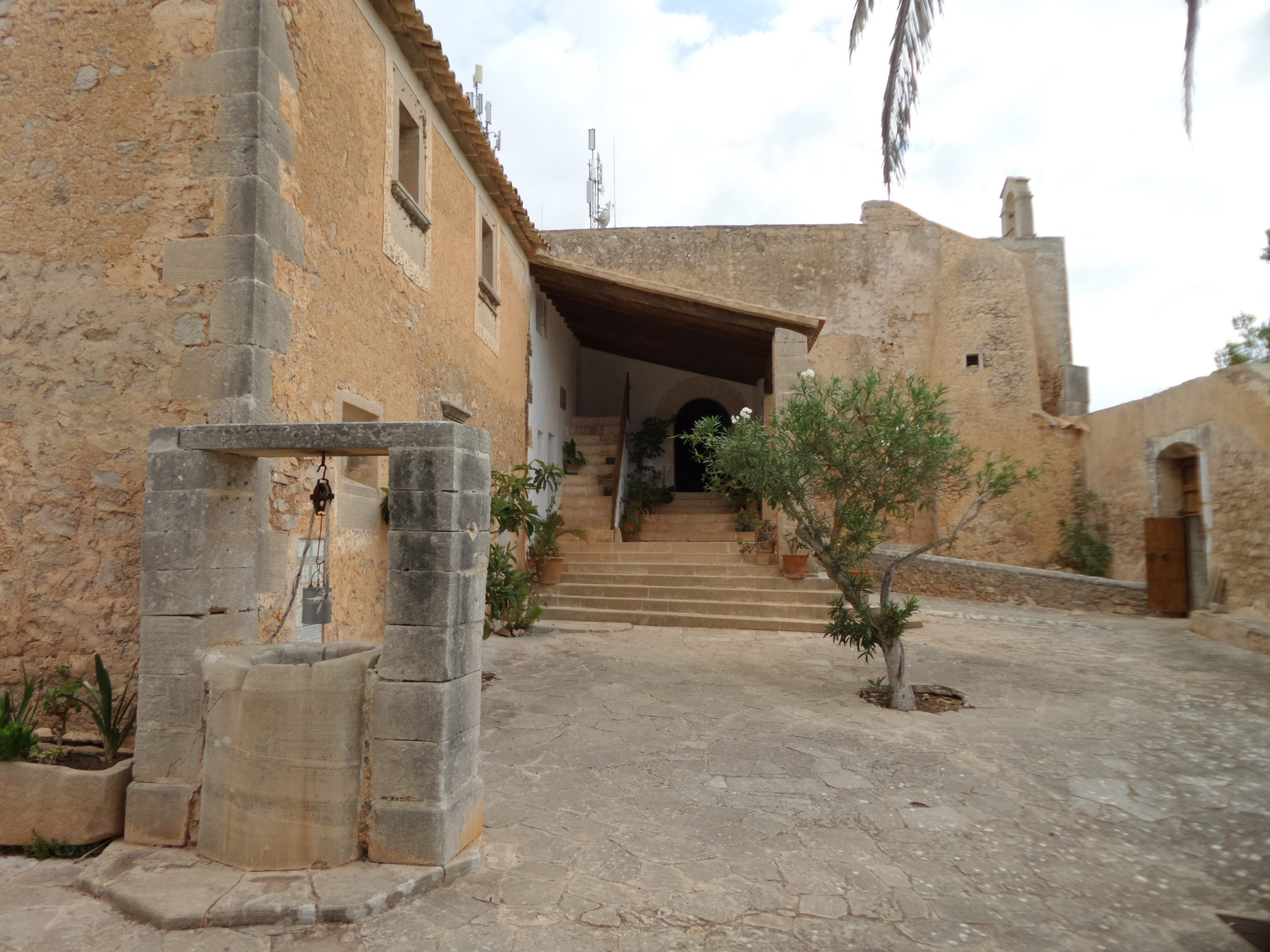
Innenhof und Brunnen
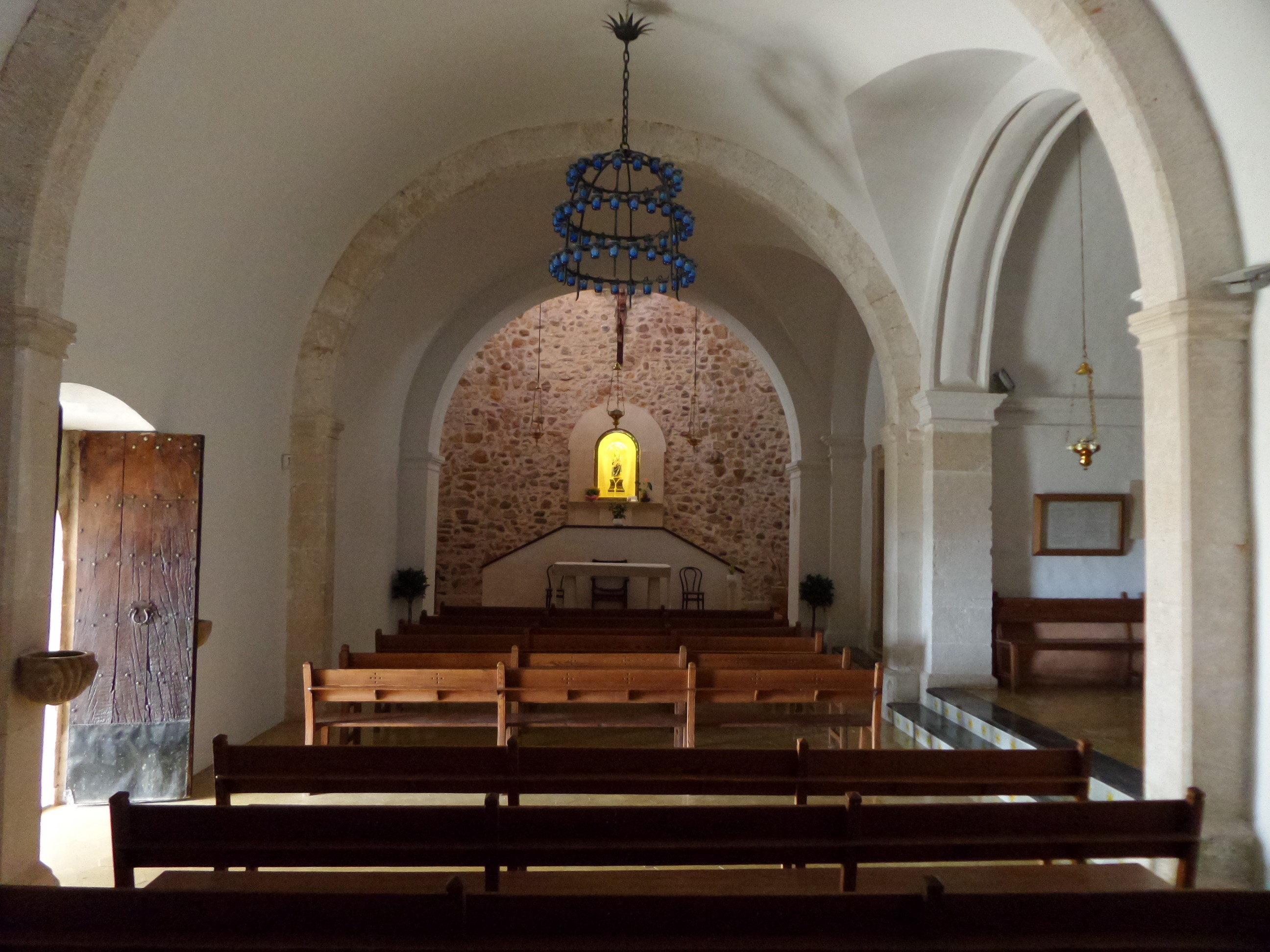
Innenansicht
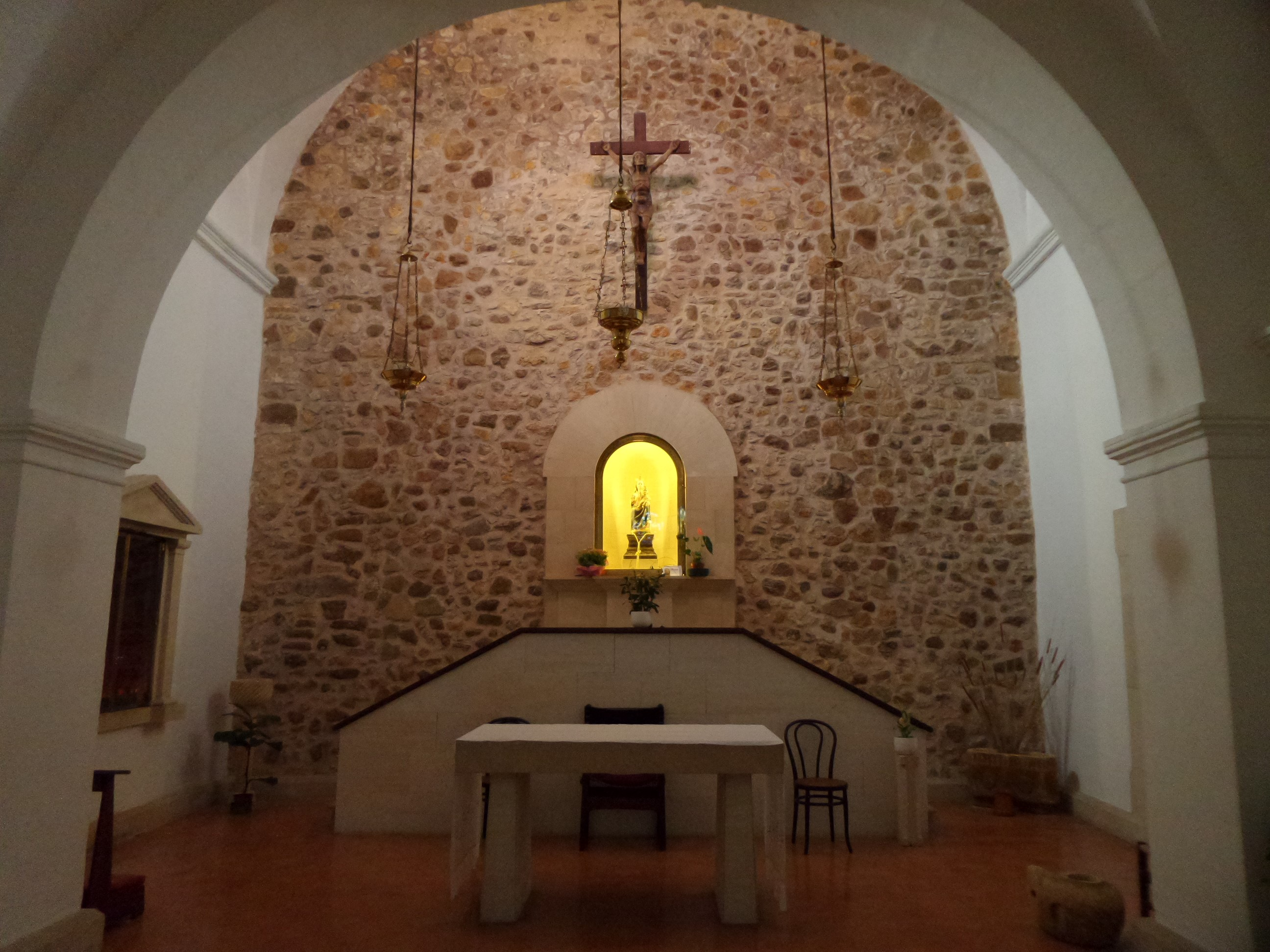
Altar
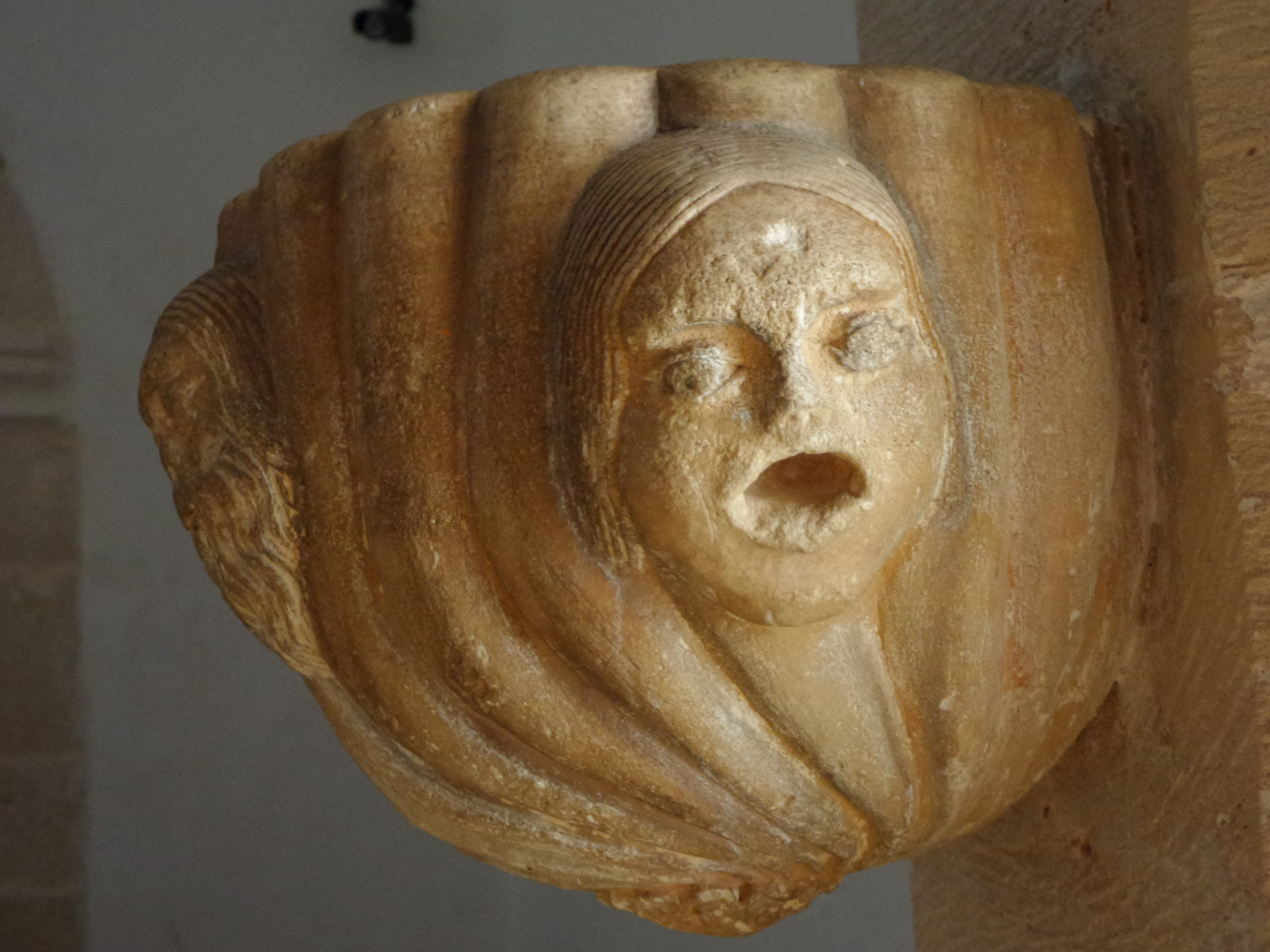
Weihwasserschale